# Patryk Peda
Patryk Peda (Zalesie Górne, 16 de abril de 2002) es un futbolista polaco que juega en la demarcación de defensa para la S. S. Juve Stabia de la Serie B.

## Selección nacional
Hizo su debut con la selección de fútbol de Polonia el 12 de octubre de 2023 en un partido de clasificación para la Eurocopa 2024 contra Islas Feroe que finalizó con un resultado de 0-2 a favor del combinado polaco tras los goles de Sebastian Szymański y Adam Buksa.

## Clubes
| Club                       | País   | Año       | Partidos | Goles |
| -------------------------- | ------ | --------- | -------- | ----- |
| SPAL                       | Italia | 2021-2024 | 60       | 4     |
| Palermo F. C.              | Italia | 2024-2025 | 3        | 0     |
| S. S. Juve Stabia (cedido) | Italia | 2025-     | 13       | 0     |